# Puig des Castell
Puig des Castell este o arie protejată (arie de protecție specială avifaunistică — SPA) din Spania întinsă pe o suprafață de 175,07 ha, integral pe uscat.

## Localizare
Centrul sitului Puig des Castell este situat la coordonatele 39°47′38″N 2°55′54″E / 39.7938°N 2.9318°E.

## Înființare
Situl Puig des Castell a fost declarat arie de protecție specială avifaunistică în martie 2006 pentru a proteja 7 specii de animale.

## Biodiversitate
Situată în ecoregiunea mediteraneană, aria protejată conține 3 habitate naturale: Păduri de Quercus ilex și Quercus rotundifolia, Tufărișuri termo-mediteraneene și de pre-deșert, Păduri de Olea și Ceratonia.
La baza desemnării sitului se află mai multe specii protejate de  păsări (7): pasărea ogorului (Burhinus oedicnemus), caprimulg (Caprimulgus europaeus), șoim călător (Falco peregrinus), Galerida theklae, acvilă pitică (Hieraaetus pennatus), gaia roșie (Milvus milvus), viespar (Pernis apivorus).
Pe lângă speciile protejate, pe teritoriul sitului au mai fost identificate 4 specii de plante.